# Астров-Шумілов Геннадій Костянтинович
Геннадій Костянтинович Астров-Шумілов (13 вересня 1937, Красний Луч Луганської області — 24 липня 2011) — український політик.

## Освіта
1953–1957 — навчався у Краснолуцькому гірничому технікумі. 1965 — закінчив Комунарський гірничо-металургійний інститут, «Розробка родовищ корисних копалин». 1991 — аспірант Московського гірничого інституту.
Кандидат технічних наук (1991). Професор Донбаського гірничо-металургійного інституту. Академік АІНУ, член-кореспондент АГНУ.

## Трудова біографія
З липня 1957 року — гірничий майстер, з червня 1960 року — помічник начальника дільниці шахти № 16 тресту «Краснолучвугілля».
З вересня 1960 року — студент Комунарського гірничо-металургійного інституту. З червня 1965 року — помічник головного інженера шахти № 16 тресту «Краснолучвугілля».
З вересня 1965 року — начальник дільниці, з вересня 1970 року — заступник директора з виробництва шахти імені «Ізвєстій», з квітня 1971 року — заступник начальника, з серпня 1972 року — начальник шахтодільниці шахтоуправління імені «Ізвєстій», з листопада 1973 року — головний інженер шахтоуправління «Знамя коммунизма», з червня 1974 року — директор шахтоуправління «Запорізьке», з травня 1975 року — директор шахтоуправління «Хрустальське», з жовтня 1978 року — директор шахти «Хрустальська» комбінату «Донбасантрацит» міста Красний Луч.
З червня 1979 року — технічний директор — головний інженер ВО «Донбасантрацит» міста Красний Луч. З вересня 1980 року — генеральний директор ВО «Ровенькиантрацит».
З червня 1996 року — голова правління ВАТ «Ровенькиантрацит», з грудня 1996 року — голова правління — генеральний директор, з січня 1998 по квітень 2002 року — генеральний директор — голова правління ДХК «Ровенькиантрацит» міста Ровеньки Луганської області.

## Політична біографія
З квітня 2002 по березень 2005 — народний депутат України 4-го скликання, обраний за виборчим округом № 111 (Луганська область). Діяльність позначена кількома переходами між фракціями:
- 15 травня 2002 — 5 липня 2002 — фракція «Єдина Україна»;
- 5 липня 2002 — 21 травня 2004 — група «Народний вибір»;
- 21 травня 2004 — 31 травня 2005 — група «Союз»;
- 31 травня 2005 — 4 листопада 2005 — фракція Блоку Юлії Тимошенко;
- 16 листопада 2005 — 21 грудня 2005 — група «Довіра народу»;
- з 21 грудня 2005 — група «Відродження».

Член Комітету ВРУ з питань паливно-енергетичного комплексу, ядерної політики та ядерної безпеки (з червня 2002).
2004 — довірена особа кандидата на пост Президента України Януковича в територіальному виборчому окрузі № 112.
2006 — балотувався до ВРУ від Партії «Відродження» (№ 4 у виборчому списку), але до парламенту не пройшов.

## Відзнаки
- Медаль «За доблесну працю. На ознаменування 100-річчя з дня народження Леніна» (1970).
- Повний кавалер знаку «Шахтарська слава».
- Заслужений шахтар України (1987).
- Орден «За заслуги» III ступеня (1996).
- Орден князя Ярослава Мудрого V ступеня (08.1998).
- Почесна грамота Кабінету Міністрів України (1999).
- Указом Президента Леоніда Кучми № 730/2001 від 23 серпня 2001 року за визначні особисті заслуги перед Українською державою в розвитку вугільної промисловості присвоєно звання Герой України з врученням ордена Держави[5].

## Інше
Співавтор книг: «Тлумачний словник-довідник. Основні поняття АСУ» (1993), «Початки комп'ютерної грамотності» (1993), «Тлумачний словник-довідник з ринкової економіки та менеджменту» (1993), 10 наукових статей.